# Cis (roślina)
Cis (Taxus) – rodzaj roślin z rodziny cisowatych (Taxaceae).
Pojawił się na Ziemi w środkowym lub późnym dewonie, ok. 400-350 mln lat temu. Na początku trzeciorzędu, około 65 mln lat temu, występowało już 5 gatunków cisa. Dziś w jego obrębie wyróżnia się 7–9 mało zróżnicowanych gatunków, na tyle do siebie podobnych, że przez niektórych systematyków opisywane są jako podgatunki w ramach jednego gatunku – cisa pospolitego. Rośliny te występują w Europie, północnej, wschodniej i południowo-wschodniej Azji, północno-zachodniej Afryce oraz Ameryce Północnej (na południu sięgając po Salwador). W Polsce rośnie w naturze tylko jeden gatunek – cis pospolity (Taxus baccata). 
Cisy są krzewami i drzewami zazwyczaj dwupiennymi, pozbawionymi żywicy. Rosną w różnych typach lasów, choć zwykle liściastych i jako podszyt, czasem tworzą lite drzewostany.  
Wszystkie gatunki z rodzaju są trujące z powodu zawartości w roślinach (z wyjątkiem osnówek) alkaloidu taksyny (są szczególnie toksyczne dla koni i bydła, ale owce i jelenie zgryzają je bez szkody). Cisy zawierają także diterpen o nazwie paklitaksel, zwany też taksolem, będący lekiem przeciwnowotworowym. Niektóre gatunki uprawiane są jako rośliny ozdobne, także ich mieszańce, wyróżnia się setki odmian uprawnych. Drewno jest ciężkie, twarde, o kolorze czerwonobrunatnym i z tych względów poszukiwane jako surowiec snycerski i meblarski. W przeszłości było cenionym surowcem do wyrobu łuków. Osnówki otaczające nasiono są jadalne, ale same nasiona są trujące.

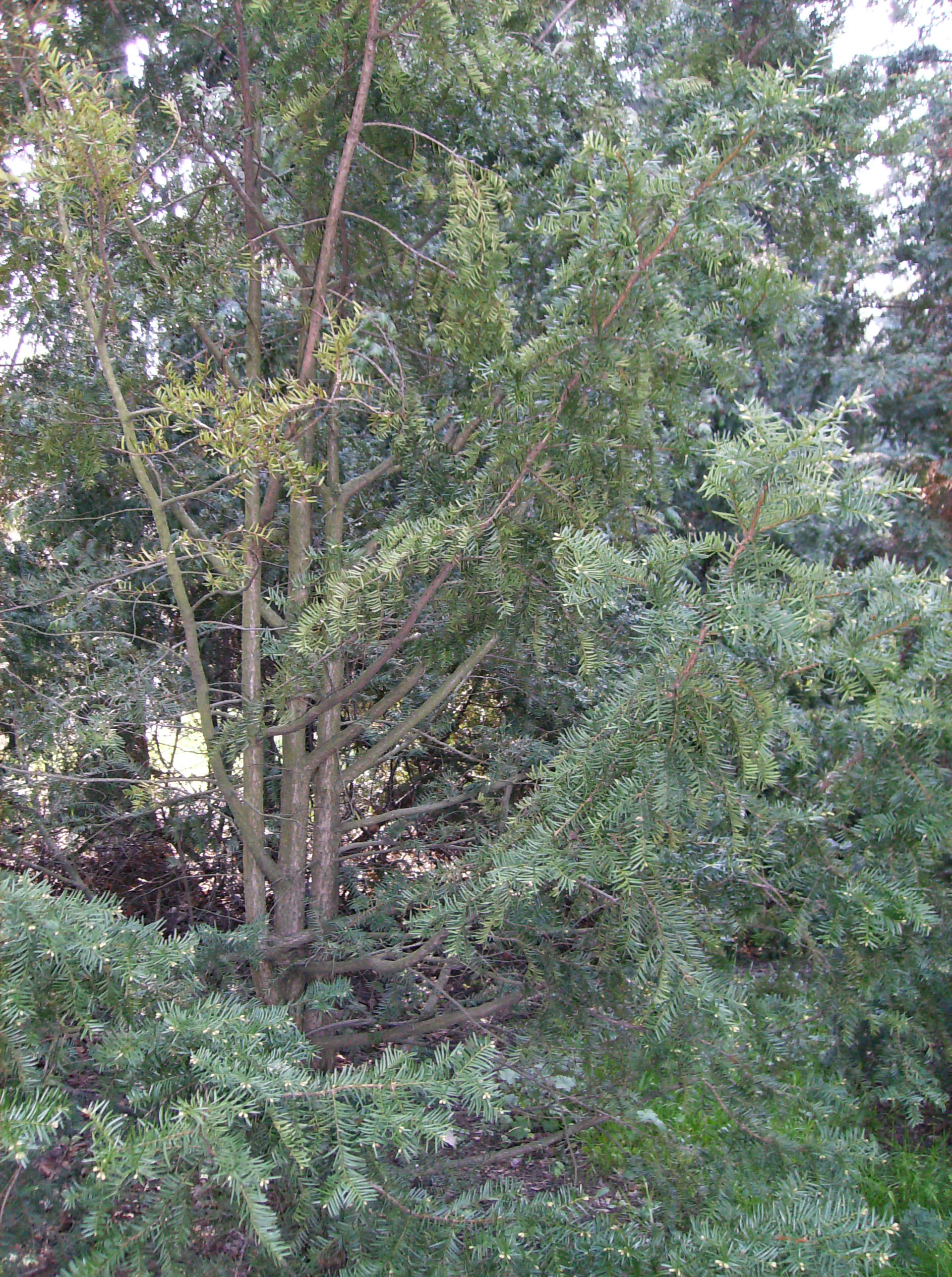
Cis japoński

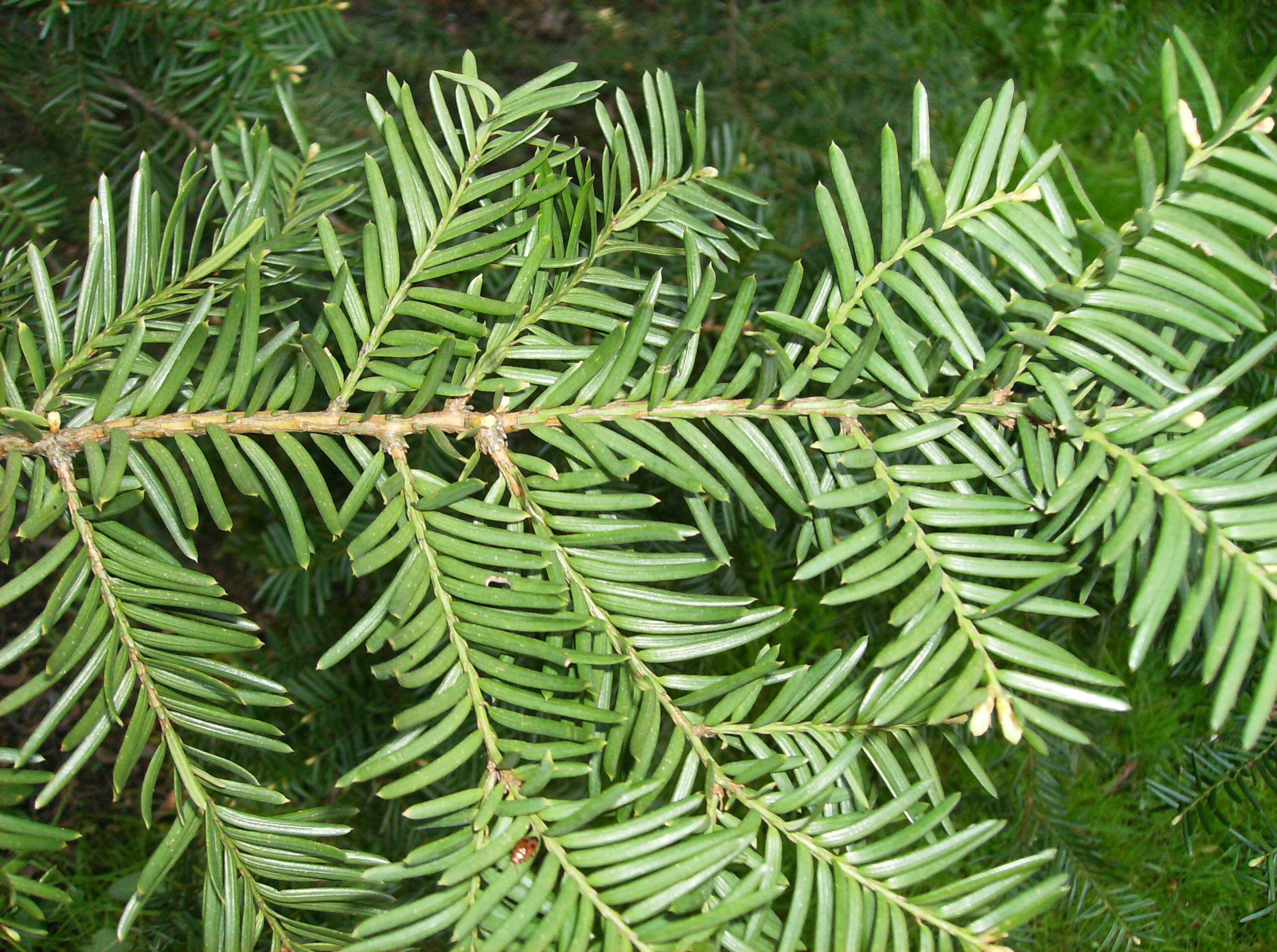
Cis japoński

## Morfologia
PokrójZimozielone krzewy i drzewa o korze czerwono zabarwionej i odpadającej płatami. Osiągają do 26 m wysokości i zwykle są to rośliny rozłożyste, o szeroko rozpościerających się konarach.
LiścieUłożone pozornie dwurzędowo – w jednej płaszczyźnie (ich nasady ułożone są na pędzie skrętolegle). Równowąskie (osiągają 1–3 mm szerokości), osadzone są na krótkich ogonkach. Płaskie, ale często wygięte. Od spodu z dwoma paskami aparatów szparkowych w kolorze żółto-zielonym lub szaro-zielonym, od góry ciemnozielone.
Organy generatywneSzyszki męskie są drobne (do 4 mm długości), kuliste, żółtawe i pojawiają się pojedynczo w kątach liści na dolnej stronie pędów. Dojrzałe rozchylają łuski ukazując od 4 do 16 mikrosporofili zawierające po 6–8 worków pyłkowych ułożonych w kręgi. Strobil żeński okryty łuskami zawiera tylko jeden zalążek. Po zapyleniu rozwija się pojedyncze nasiono otoczone z boków kubkowatą i mięsistą osnówką. Jest ona czerwono zabarwiona, mięsista, słodkawa i lepka.

## Systematyka
Jeden z rodzajów rodziny cisowatych (Taxaceae). Wykaz gatunków: 
- Taxus baccata L. – cis pospolity
- Taxus brevifolia Nutt. – cis krótkolistny
- Taxus canadensis Marshall – cis kanadyjski
- Taxus cuspidata Siebold & Zucc. – cis japoński
- Taxus floridana Nutt. ex Chapm.
- Taxus fuana Nan Li & R.R.Mill
- Taxus globosa Schltdl.
- Taxus sumatrana (Miq.) de Laub.
- Taxus wallichiana Zucc. – cis Wallicha
- Taxus × media Rehder – cis pośredni